# 芬斯勒-哈德維格爾定理
芬斯勒–哈德維格爾定理（Finsler-Hadwiger Theorem）說明：若兩個正方形ABCD和AB'C'D'擁有同一個頂點A。B'D的中點、BD'的中點、ABCD的中心和AB'C'D'的中心將組成一個正方形。

## 外部連結
- Java Applet